# Dorfkirche Groß Poserin

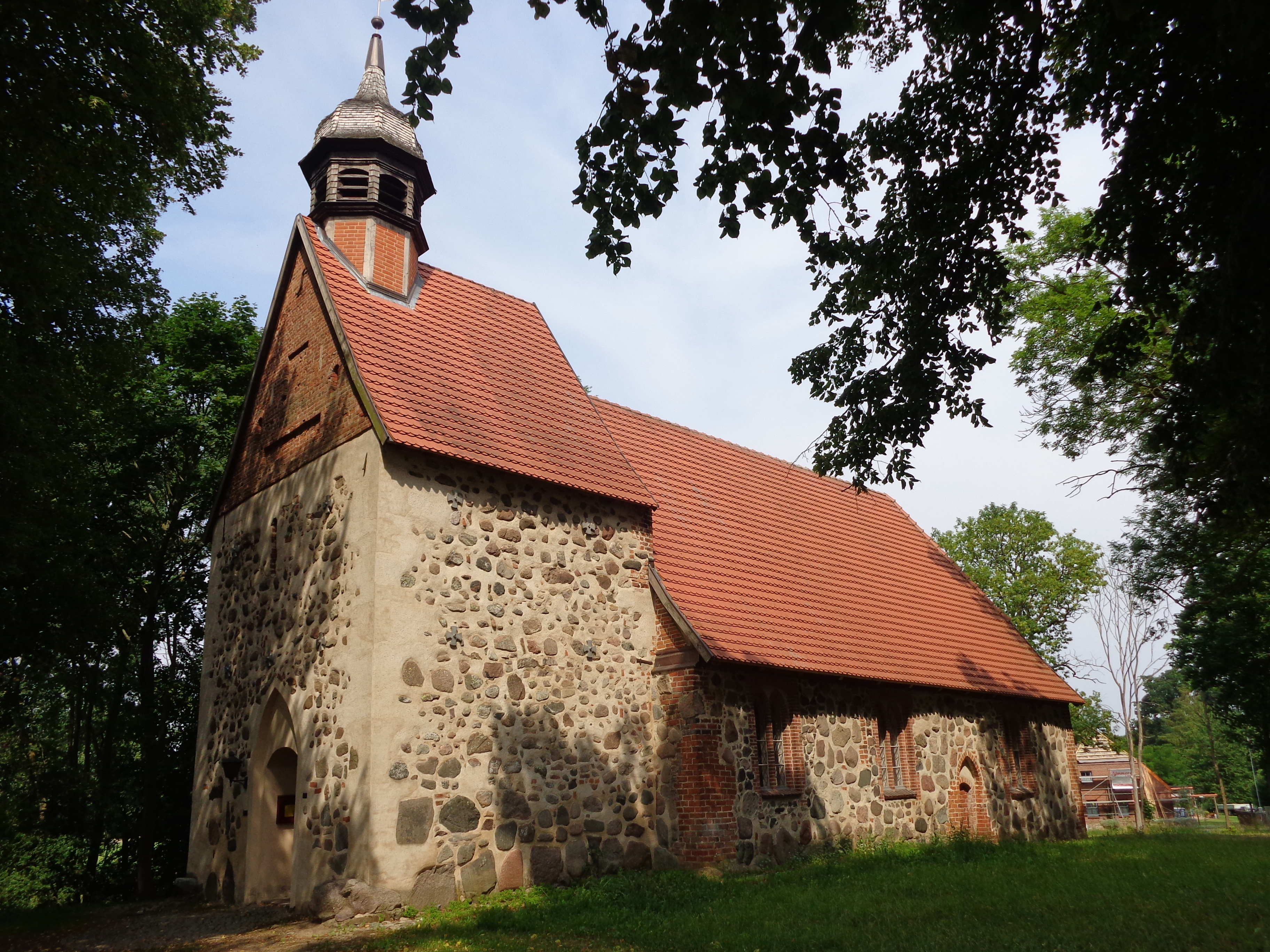
Dorfkirche Groß Poserin (2015)

Die Feldsteinkirche Groß Poserin entstand zwischen dem 13. und 14. Jahrhundert. Groß Poserin liegt neun Kilometer südöstlich von Goldberg und gehört mit Neu Poserin zum Amt Goldberg-Mildenitz im Landkreis Ludwigslust-Parchim in Mecklenburg-Vorpommern.

## Geschichte
Am 3. August 1235 bestätigte Bischof Brunward von Schwerin der Kirche zu Kuppentin unter den zum Pfarrsprengel gehörenden elf Dörfern auch die Zugehörigkeit von Groß und Klein Poserin. Das war die erste urkundliche Erwähnung dieser beiden Orte. Die Kuppentiner Pfarre erhielt so in duo Posirina, Poserin, einen nicht unerheblichen Hufenbesitz. Die beiden Orte erschienen 1285 als Magnum Puserin und Parvum Puserin, heute Groß und Klein Poserin. Man kann annehmen, das hier ein slawischer Ort bestand, da der Name eindeutig slawischer Herkunft ist. Groß Poserin gehörte ab 1407 den von Hahn, die ihr Hauptgut und Rittersitz in Damerow zwischen dem Poseriner See und dem Damerower See hatten. Das Kirchdorf Groß Poserin war Zentrum der umliegenden, eingepfarrten Ortschaften, durch den auch wichtige Post- und Handelswege führten.
Erst in den Visitationsprotokollen von 1534 und 1564 wurden die Kirchen zu Poserin und Plauerhagen als Tochterkirchen von Kuppentin erwähnt. Puseryn ist Filia der Kirche Koppendyn. Ab 1582 hatte Groß Poserin einen eigenen Pfarrsitz und gehörte nicht mehr zu Kuppentin. Im Jahr 1613 schenkte Herzog Johann (Hans) Albrecht II. aus dem Hause Mecklenburg [-Güstrow] das Kirchenpatronat zu Groß Poserin und Karow an Matthias von Linstow, dem Damerow, Grog und Klein Poserin und Hahnenhorst gehörten. Die von Linstow blieben bis zum Tode von Reiner von Linstow im Jahr 1708 in Damwerow und Poserin. Seine Grabplatte steht in der Kirche zu Groß Poserin. Im Jahr 1721 kam es zwischen dem Poseriner Pastor Johann Peter Rümker und dem Kammerjunker Hinrich Hartwig von Linstow zu einem Prozess, weil von Linstow die Beerdigung einer Leiche aus Sandhof auf dem Kirchhof zu Groß Poserin verhindern wollte. Auf ein Bittschreiben des Pastors Rümker vom 5. März 1736 an Kammerjunker von Linstow zur Reparatur des baufälligen Pfarrhauses bekam er zur Antwort: Er möchte nun erst den Kirchhoff dicht machen, daß die Schweine die Todten nicht aus der Erde wühlten, dann wolle Er das Ihm gehöre zu thun. Am 7. Januar 1738 wollte nun der Pastor Jonas Christoph Rümker das Nachläuten der Glocken von täglich zwei Stunden für die am 31. Dezember 1737 Frau Kammerjunker Anna Elisabeth, geborene von Kerkingen verbieten lassen, da der Kammerjunker von Linstow die Pulse noch nicht bezahlt hatte.
In den nachfolgenden Jahren gab es verschiedene Wechsel im Kirchenpatronat. Nach Levin Philipp von Holstein kamen Ernst Sigismund und Hans Reimar von Walsleben auf Leistenow und Buschmühlen. Er hat sich mit seiner Gemahlin auf der Wetterfahne des Kirchturms verewigt. 1743 war Matthias Melchor von Behr auf Nustrow Kirchenpatron. Seine Witwe steht auf den Glockeninschriften der Poseriner Kirche. Von Behrs blieben bis 1788. Bis 1791 war dann der 1788 in den Adelsstand erhobene Kammerrat Otto von Hahn Besitzer und Kirchenpatron. Danach kaufte der aus Westfalen stammende Reichsgraf Georg von Münster auf Schade und Meinhövel die Güter. Ab 1798 waren der Kriegsrat und Comital-Gesandter Baron Franz von Reden und sein Schwager Kammerherr Baron Ernst Friedrich Christian von Lenthe aus Hannover in Groß Poserin. Beide ließen auch um 1800 das Herrenhaus Karow als ihren Hauptsitz erbauen.

## Baugeschichte
Zur Baugeschichte der Feldsteinkirche ist wenig bekannt, denn Groß Poserin war dem Kuppentiner Pfarrsprengel zugehörig. Die Feldsteinkirche soll am 24. Juni 1453 geweiht worden sein. Sie wurde vielfach verändert, so dass von ihrer Ursprünglichkeit manches verloren ging. Der im Westen vorgelagerte Turm entstand erst nach dem Bau des Kirchenschiffs, wie an dem Mauerwerksverbund beider Bauteile zu erkennen ist.
Ab etwa 1750 bis ins späte 19. Jahrhundert ist eine rege Bautätigkeit nachweisbar. Die Kirche muss auch den Dreißigjährigen Krieg unbeschadet überstanden haben, was die dendrologischen Untersuchungen der Sparren des Langhausdaches von 1592 bestätigen.
1818 wurden Reparaturen am Turm und an der Kirchen-Uhr durchgeführt. Weitere Reparaturen folgten 1846 am schadhaften Dach und an den Strebepfeilern durch den Goldberger Maurermeister Johannes Fründt. Bei einem Sturm 1914 wurde das Langhaus so stark beschädigt, dass der Gottesdienst im Schulhaus stattfinden musste. Eine große Platane war auf der Nordseite auf die Kirche gestürzt und hatte den Dachstuhl durchschlagen. Der Altar und die Kanzel wurden stark beschädigt und das Kruzifix dabei zerschlagen. Die Reparaturen verzögerten sich durch den Ersten Weltkrieg. Der Ostgiebel wurde neu aufgemauert.
Nach 1930 ging mit der Neusiedlung der Ortschaft Neu Poserin das Kirchenpatronat an die in Berlin ansässige Reichsumsiedlungsgesellschaft. Als 1936 der Ziegelfußboden im Bereich der beschädigten Gruft einbrach, schwächte der Bauleiter der Reichsumsiedlungsgesellschaft die Bauschäden als „Kaninchenlöcher“ ab. Die letzten großen Renovierungsarbeiten erfolgten 1938.
1958 wurden die Stützpfeiler wieder erneuert. Als Baumaterial nahm man Ziegel der Pfarrhausscheune und alte Grabsteine. 1959 wurde, wie schon in der Dorfkirche Woosten, nun auch in Poserin die neugotische Innenausstattung von 1876 mit dem Kanzelaltar entfernt. Hinter dem Altarblock brachte man an der Ostwand ein großes schlichtes Eichenkreuz an. Mit der Ausmalung des gesamten inneren Kirchenraumes war im Dezember 1960 die Renovierung abgeschlossen.
In der DDR war die Kirche Jahrzehnte lang nicht mehr nutzbar, durch unzureichende Reparaturen musste sie im Jahr 1980 endgültig geschlossen werden. Im Zustandsbericht ist zu lesen: „Die Fenster sind vernagelt, der südliche Strebepfeiler hängt lose, die Nordwand beult aus, der Turm reißt vertikal, die Laterne fault, tot und leer ist das Innere, die Kirche versackt im Erdboden und wüst ist der Friedhof.“
1996 begannen die ersten Notsicherungsmaßnahmen und bis 2005 konnte die Kirche komplett saniert werden. Die Finanzierung erfolgte vorwiegend durch Mittel der Marlies-Kressner-Stiftung. Die Wiedereinweihung fand am 6. Juli 2003 statt.

### Äußeres

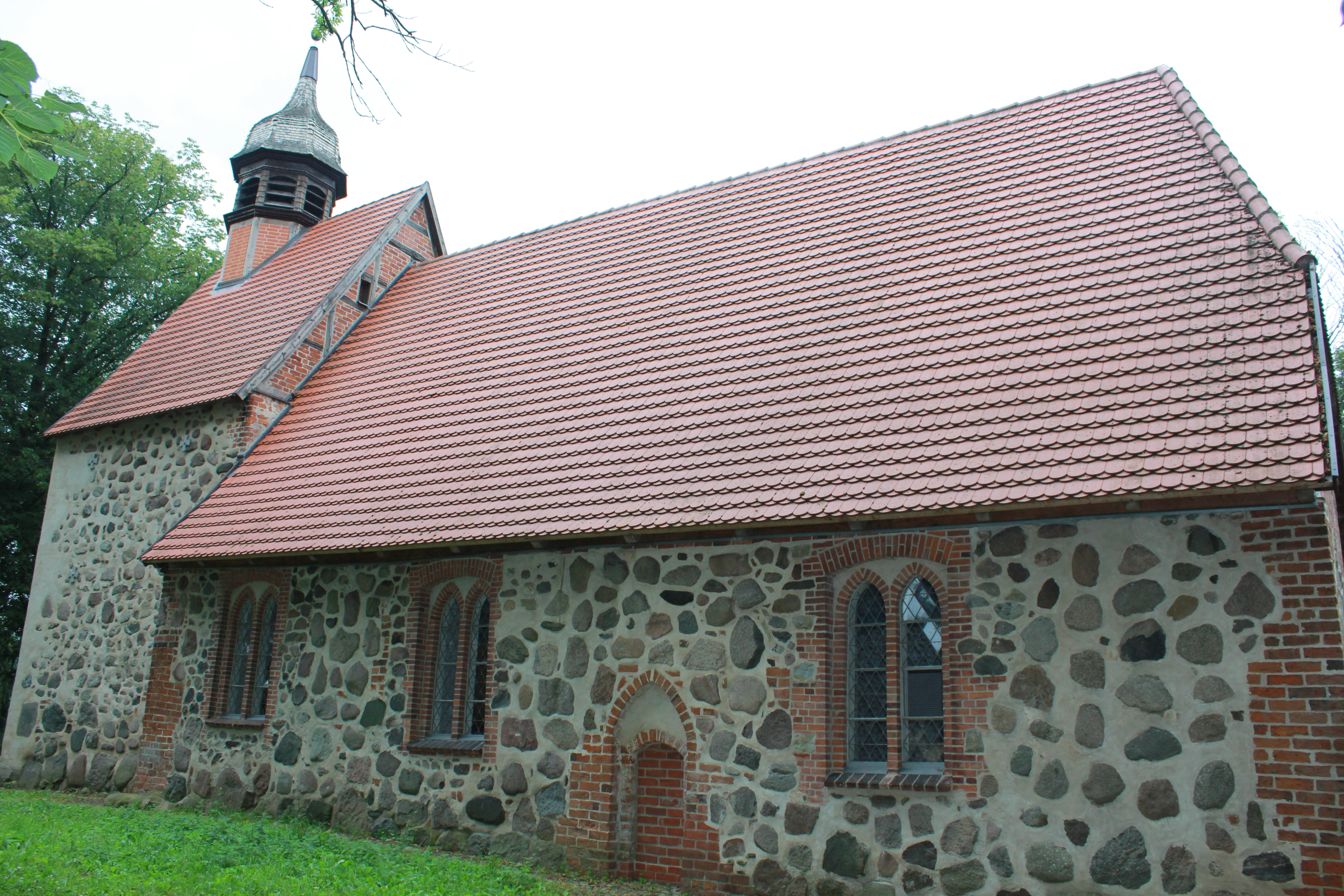
Dorfkirche Groß Poserin, Südseite

Die Kirche ist ein einschiffiger rechteckiger Bau und steht auf einem Feldsteinfundament. Die Nord-, Ost- und Südseiten des Kirchenschiffs wurden zum Teil in behauenen Feldsteinen von einem Meter Dicke hergestellt. Sämtliche Öffnungen wie Fenster- und Portallaibungen sowie alle Gebäudeeckbereiche sind aus Backsteinen errichtet. Der Ostgiebel ist in Holzfachwerk ausgeführt und mit Backsteinen ausgemauert. Das an der Ostseite abgewalmte Satteldach wurde mit Biberschwanzdachziegeln eingedeckt. Das einst zugemauerte Halbbogenfenster am Ostgiebel hat man 2005 mit Buntglasmotiven versehen. Die drei zweibahnigen neogotischen Spitzbogenfenster mit einer Rautenbleiverglasung an der Süd- und Nordwand des Kirchenschiffs sind Zutaten von 1755. Die Tür zur ehemaligen Sakristei auf der Südseite ist zugemauert. Die drei an der Nord- und Südwand sowie an der nordöstlichen Gebäudeecke während der ständigen Reparaturen im 19. Jahrhundert angesetzten Strebepfeiler konnten nach Abschluss der Sicherungsarbeiten entfernt werden.

#### Turm und Haube
Der eingezogene Westturm mit seinen 1,50 Meter dicken Wänden und dem Satteldach hat einen achtseitigen glockenförmig geschweiften Turmhelm, auch Welsche Haube genannt. Der Turm wurde an das Kirchenschiff angesetzt und der Oberbau besteht aus dem Dachstuhl und dem Glockenstuhl, dem Turmaufsatz und dem Giebel. An der Westseite befindet sich ein eingezogenes Eingangsportal mit Spitz- und Rundbogen und im oberen ausgemauerten Giebeldreieck hat man drei schmale zugemauerte Fensternischen zur Ausschmückung eingebracht. Pastor Balthasar Alheit machte schon 1667 auf den schlechten Zustand aufmerksam: „Die Kirche großen Poserin … ist ganz baufällig … der Glockenturm stehet in den letzten Zügen …“ Die Reparaturen müssen aber erst um 1700 erfolgt sein, denn die eingebauten Kiefersparren und Eichenständer des Tumaufsatzes datieren von 1699.
Die Turmhaube war mit 3000 Dachsponen, auch Holzschindeln genannt, eingedeckt. Heute ist das Turmdach mit einer einfacher Biberschwanzdeckung und der Turmhelm mit Holzschindeln versehen.
Der damalige Kirchenpatron Rittmeister von Walsleben ließ 1755 die Kugel, das Kreuz und die Wetterfahne mit den Initialen H. R. V. W. Hans Reimar von Walsleben und M E V W Margarethe Elisabeth von Walsleben und der Jahreszahl 1755 anbringen. Die zwiebelförmige Turmhaube wurde 1755 erneuert.
Die 1772 durch Mittel der gnädigen Frau Hauptmannin von Behr angeschaffte Kirchen-Uhr befand sich in der heute noch erkennbaren rechteckigen Vertiefung der Westseite des Turmes. 1818 reinigte der Uhrmacher Voss sie und fertigte ein neues Zifferblatt an. Bis Ende des 19. Jahrhunderts war die Uhr noch vorhanden, wie die Kirchenrechnungsbücher von 1884 belegen. Auch der Küster wurde jährlich für das Aufziehen der Uhr und ihre Wartung entlohnt.

### Inneres

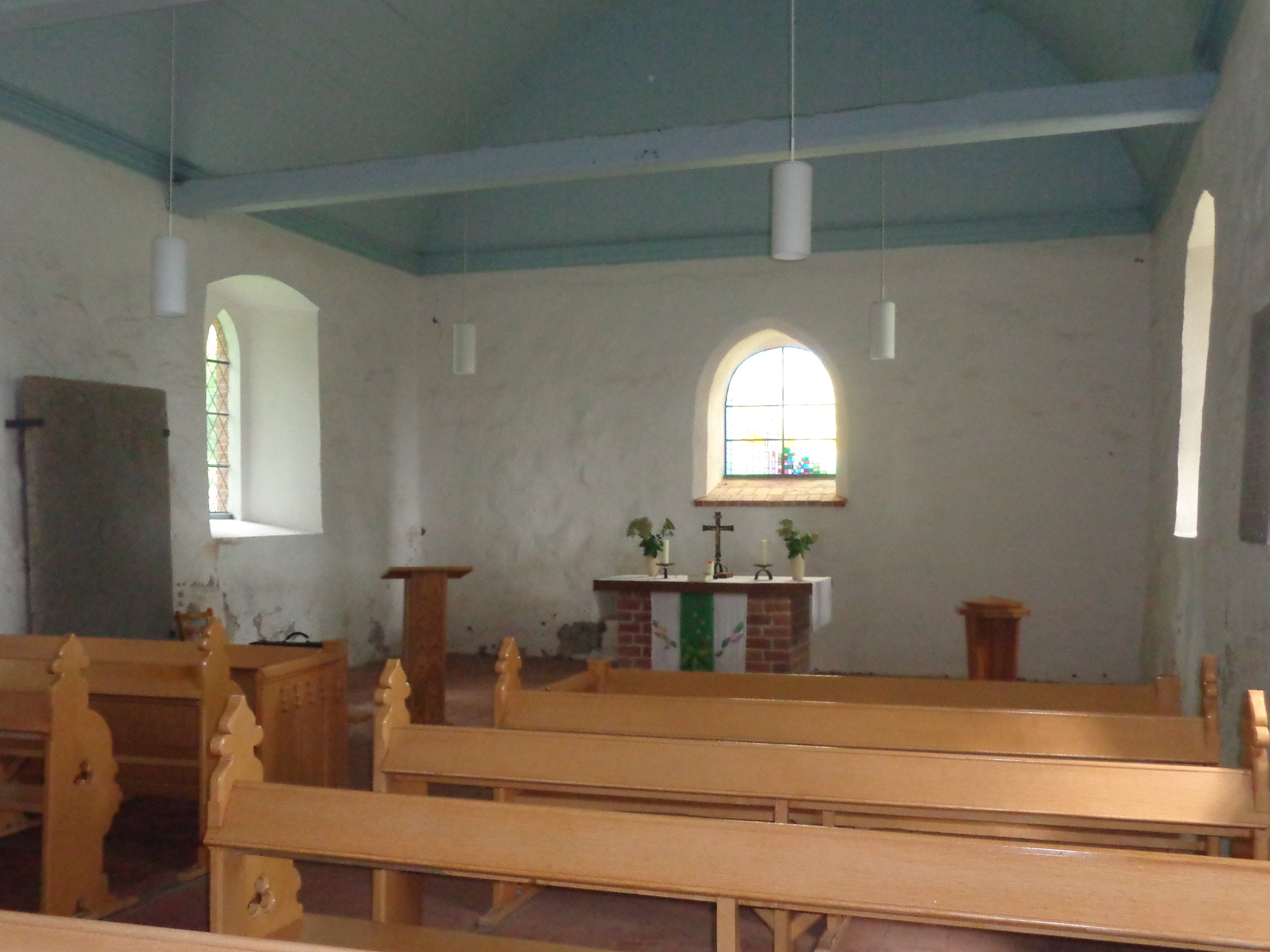
Innenraum

Der kleine Feldsteinsaal wird heute von einer Holztonne überwölbt. Die Holzkonstruktion des Kirchenschiffs besteht aus zwei zeitlich und konstruktiv eigenständigen Bauteilen, dem Dachwerk und der Gewölbekonstruktion. Das Dachwerk wurde 1593 als einfaches Sparrendach mit dreifacher Kehlbalkenlage errichtet.
Durch den Einbau eines Holztonnengewölbes nach französischer Bauweise sollte das ursprünglich flachgedeckte Kirchenschiff eine besondere Raumwirkung erhalten.

#### Die Holztonnenkonstruktion
Besondere Aufmerksamkeit verdient daher die Holztonnenkonstruktion der Kirche. Die halbkreisförmige Holztonne erstreckt sich über das ganze Kirchenschiff und hat als Bohlenbinderkonstruktion eine Stichhöhe von 3,50 Metern. Die Tonnenkonstruktion ist in ihrer Ausführung den von dem französischen Architekten Philibert Delorme im 16. Jahrhundert entwickelten Konstruktionen sehr nahe. Delorme beschreibt die Bauweise derartiger Holzwölbungen als „Neue Erfindung um gut und kostengünstig zu bauen“. Dachwerke mit Wölbungen werden ohne große Holzquerschnitte mit kleinen holzvernagelten Bohlen, statt der schweren Balken ausgeführt. Im geographischen Umfeld von Groß Poserin gibt es keine vergleichbare Delormasche Tonne. Eine echte Tonne mit einer Stichhöhe wie in Groß Poserin besitzt die nördlich von Neubrandenburg stehende Trollenhagener Dorfkirche. Interessant scheint auch zu sein, dass der ursprüngliche Dachstuhl des spätesten 16. Jahrhunderts in seiner Konstruktion wieder zur Aufstellung gelangte, obwohl er für den Einbau der Tonne abgenommen worden war. Das auf 1757 datierte Fälldatum der verwendeten Hölzer und die veränderten Abbundzeichen in ihrer Zählfolge lassen diese Schlussfolgerung zu. Dazu scheint die Holztonne von fremden Handwerkern, die Wiederaufrichtung des Dachwerkes dagegen von einheimischen Zimmerleuten ausgeführt worden zu sein.
Die Chorempore an der Turmseite war schmäler, denn vor 1876 befanden sich auch an beiden Längsseiten Emporen. Mit der Renovierung 1876 ist in der Kirche manches verändert worden und einiges verschwunden. Die Holztonne wurde nun blau gestrichen, die vorherigen Malereien am Deckengewölbe sind verschwunden. Neu war auch die innere neugotische Einrichtung mit dem Gestühl.
Die am südöstlichen Bereich im Kirchenschiff eingestürzte Gruft wurde 1936 zugemauert.
Der Innenraum erfuhr, wie in Woosten, 1960 durch den Rostocker Restaurator Lothar Mannewitz eine Neugestaltung. Der neugotische Kanzelaltar wurde entfernt und durch einen gemauerten Altarblock ersetzt; an der Ostwand hängt nun ein großes, schlichtes Eichenkreuz.
Mit den letzten Renovierungsarbeiten 2002 wurde der gesamte Innenraum neu verputzt, ein neuer Steinfußboden verlegt und alle Malerarbeiten ausgeführt. Dabei fand man am Tonnengewölbe Reste der alten Farbfassungen.

#### Grabplatte
Die seit dem Jahr 1708 vor dem Altar liegende Grabplatte für Reimar von Linstow mit der Inschrift gen Osten wurde im Jahr 2000 an der Nordwand aufgestellt. Unter den Wappen von Reimar Linstow und Margetha Elisbeth von Holstein ist folgende Inschrift zu lesen:

„DIESEN LEICHENSTEIN HAT DEM WOHLGEBORNEN HERRN, HERRN REMAR LINSTOWEN. ERBHERRN AVF DAMERAV, CARAV VND HORST WIE AVCH PATROEN DIESER POSERINSCHEN VND CARAVSCHEN KIRCHEN ALS DEN LETZTEN VON DIESER LINIE, DA ER ANNO 1708 DEN 3. MARTZII SEINES ALTERS IM 70 JAHR; NACHDEM ER ANNO 1638 AVF DEM HAVE DAMERAV GEBOHREN, SEELIG IM HERRN ENTSCHLAFFEN, DERO HERTZGELIEBTEN EHEHERRN SETZEN LASSEN, DERO HINTERLASSENE FRAV WITTWE FRAV MARGARETHA ELISABET VON BVCHEN VON HAVE TORNOW. VNTER JESVS SCHIRMEN BIN ICH FVR DEN STVRMEN ALLER FEINDE FREV“

#### Gruft
Im südöstlichen Bereich des Kirchenschiffs befindet sich eine Gruft aus dem 18. Jahrhundert. Es handelt sich um die Grablege der Kirchenpatrone. Der längsrechteckige Raum ist aus Feldsteinen gemauert und von einem Tonnengewölbe aus Backstein überspannt. Die Särge wurden über einen Lüftungsschacht in die Tiefe befördert. Bei der Öffnung der Gruft 1936 fand man neben Sarggriffen in Form eines Löwenkopfes als Sargbeschlag auch die Wappen der Familie von Behr und von Walsleben.

#### Orgel
Eine Orgel gab es in der Kirche nicht; doch nach 1920 vorerst ein Harmonium. 1865 wollte der Vater des verstorbenen Gutsbesitzers Friedrich von Bassewitz von Klein-Wangelin der Kirche eine Orgel schenken. Als Gegenleistung sollte sich die Kirchgemeinde verpflichten, die Erhaltung der Gräber seiner Familienangehörigen auf dem hiesigen Kirchhof zu pflegen. Doch die vom Schweriner Orgelbauer Friese 1867 gebaute Orgel (I/AP/5) kam nach einem Streit zwischen der Kirchgemeinde und dem Spender in den Schweriner Dom. Ein Jahr später baute Friese die Orgel dann in der Dorfkirche Elmenhorst bei Klütz ein.
Während des Ersten Weltkrieges beabsichtigte die Ehefrau des Amtsrichters und Gutsbesitzers Peter Kleefeld in Neu Poserin, der Kirche eine Orgel zu schenken, wenn ihr Mann und sein Bruder aus dem Krieg heimkehrten. Dazu kam es nicht mehr.

#### Glocken
Die Kirche hatte einst drei Glocken.
Die kleinere im Turm noch vorhandene Glocke wurde 1719 von Michael Begun aus Sternberg umgegossen. Die Inschrift zieren beidseitig Engelsmasken und Rankenornamente. Sie lautet:

„ICH RUFF ZUM GOTTESDIENST, BEKLAGE EURE LEICHEN, UND WÜNSCHT IHR, DAS ICH NICHT SOL GEBEN UNGLÜCKSZEICHEN, SO LASST DER WECHTER STIM DAS HARTE HERTZ ERWEICHEN. JOH. PETRE RÜMKER P. POSERIN. CARAV.“

Auf der anderen Seite des Feldes:

„ZUR ZEIT DER WOLLGEB. FREUL. MARG. V. HOLSTEN PATRONIN D.K. BIN ICH UMGEGOSSEN VON M. BEGUN. 1719.“

Die damals erst 25-jährige Margaretha Elisabeth Ulrica von Holstein war die Patronin der Kirche Poserin und mit dem Landrat Ernst Siegmund von Walsleben verheiratet.
Die größere Glocke hatte die Inschrift:

„SOLI DEO GLORIA. GOTTLIEB OELGARDT VON BEHR GEB. V. WALSLEBEN. PATRONINN. JONAS CHRISTOPH RÜMKER PASTOR POSERIN. & CAROV. ME FUDITJOH. VALENT. SCHULTZ ROSTOCHI ANNO 1773“

Der Kontrakt war mit dem Güstrower Glockengießer J. P. Lövenberg abgeschlossen, doch die Glocke wurde vom Rostocker Glockengießer Johann Valentin Schultz gegossen. Sie wurde noch im Juni 1918 zu Kriegszwecken im Ersten Weltkrieg eingeschmolzen.

## Pastoren
Namen und Jahreszahlen bezeichnen die nachweisbare Erwähnung als Pastor.
- erwähnt 1534 Johann Steinhäuser (Steinhuser) (als Mietpriester aus Kuppentin)
- erwähnt 1541 Henrik Brosius
- erwähnt 1562 Joachim Evers
- 1563–1604 Antonius Woltke
- 1604–1629 Balthasar Adelheit (Alheit)
- 1630–1638 Markus Gerkens
- 1638–1667 Samuel Adelheit (wegen Ehebruchs und anstößigen Lebenswandels suspendiert)[19]
- 1667–1678 Nicolaus Gladow
- 1679–1687 Joachim Schultze
- 1688–1716 Jonas Rümker
- 1717–1736 Johann Peter Rümker
- 1736–1783 Jonas Christoph Rümker
- 1785–1822 Uhlig
- erwähnt 1915 Behm
- erwähnt 1923 Timm
- 1954–1965 Schmidt
- 1968–1997 Egon Wulf
- 1998 aktuell Christian Banek

## Friedhof
Mitte des 19. Jahrhunderts war der Friedhof an der Kirche überbelegt und eine Erweiterung des alten Kirchhofs war wegen der Bodenbeschaffenheit zur Benutzung zu dem angegebenen Zwecke nicht möglich. Im Protokoll der Pfarrbaukonferenz vom 11. Oktober 1858 ist vermerkt: Der hiesige Kirchhof ist mit Leichen so überfüllt, daß es notwendig wird, auf seine Erweiterung, eventuell sogar auf Einrichtung eines neuen Kirchhofs Bedacht zu nehmen. Der Gutsbesitzer Rosenow erklärte sich für eine Entschädigung bereit, knapp 500 Meter nördlich der Kirche eine quadratische Fläche von 287 Hufen Ackerland zur Verfügung zu stellen. Der Oberkirchenrat teilte am 20. Juni 1860 der Kirchgemeinde mit: „… der neue Kirchhof iß anscheinend ausreichend groß, um die Einteilung desselben in Felder für die einzelnen Ortschaften ohne Nachteil zu gestatten“. In der Mitte des neuen Friedhofs wurde ein oktogonaler Zentralbau als Kapelle und Leichenhaus errichtet, die Mauerziegel kamen aus der Ziegelei der eingepfarrten Gemeinde Karow. Nach Bepflanzung des Hauptweges mit Linden wurde der Kirchhof 1861 in Nutzung genommen.

## Heutige Kirchengemeinde
Zur ehemaligen Kirchengemeinde Groß Poserin gehörten die Dörfer Groß Poserin, Neu Damerow, Neu Poserin, Klein Wangelin, Kressin, Sandhof und Wooster Teerofen. Seit 2002 gehört die Kirchengemeinde Groß Poserin zur Woostener Kirchgemeinde und zur Propstei Parchim im Kirchenkreis Mecklenburg der Nordkirche.

### Gedruckte Quellen
- Mecklenburgisches Urkundenbuch (MUB)

### Ungedruckte Quellen
Landeshauptarchiv Schwerin (LHAS)
- LHAS 5.12-3/1 Mecklenburg-Schwerinsches Ministerium des Innern. Nr. 6801/2 Landgemeinde Groß Poserin.
- LHAS 5.12-4/3 Ministerium für Landwirtschaft, Domänen und Forsten, Abt. Siedlungsamt. Nr. 1430 Ritterschaftliches Gut Groß Poserin.
- LHAS 5.12-7/1 Mecklenburg-Schwerinsches Ministerium für Unterricht, Kunst, geistliche Medizinalangelegenheiten. Nr. 7441 Betreibung geistlicher Hebungen in Groß Poserin 1899–1920, Nr. 7736 Stelleneinkommen der Pfarre zu Groß Poserin.

Landeskirchliches Archiv Schwerin (LKAS)
- LKAS, OKR Schwerin, Kirchenbücher Groß Poserin 1660–1830.
- LKAS, OKR Schwerin, Specialia, Abt. 2 Groß Poserin 1854–1937, Nr. 01–47 u. a. Prediger, Küster, Organist, Pfarrpfründe, Hebungen, Diensteinkommen, Ländereien, Pfarrgarten, Bausachen.
- LKAS, OKR Schwerin, Mecklenburg-Schwerinsches, Mecklenburgisches Finanzministerium, Abt. Hochbau, Patronatsbauakten, Geistliche Bauten in Groß Poserin 1915–1933

Archiv der Landessuperintendentur Parchim
- Aktenbestand Groß Poserin (ohne Signatur)

Pfarrarchiv Woosten
- Akte I 1 bis I 4, Bauten 1700–1870.
- Akte I 5, Nachrichten über die 1817–1819 vollzogenen Reparaturen des Kirchturms zu Poserin.
- Akte I 6, Pfarr-Baukonferenzen 1846–1908.
- Akte I 10,  Protokollbuch der Pfarr-Baukonferenzen angefangen 1915.